# Rinorea carolinensis
Rinorea carolinensis är en violväxtart som beskrevs av Kanehira. Rinorea carolinensis ingår i släktet Rinorea och familjen violväxter. Inga underarter finns listade i Catalogue of Life.